# Comté de Fairfield (Caroline du Sud)
Pour les articles homonymes, voir Comté de Fairfield.
Le comté de Fairfield est l’un des 46 comtés de l’État de Caroline du Sud, aux États-Unis. Il a été fondé en 1785. Son siège est la ville de Winnsboro. Selon le recensement de 2010, la population du comté est de 23 956 habitants.

## Géographie
Le comté a une superficie de 1 839 km², dont 1 778 km² est de terre. 

## Démographie
| 1790  | 1800   | 1810   | 1820   | 1830   | 1840   |
| ----- | ------ | ------ | ------ | ------ | ------ |
| 7 623 | 10 087 | 11 857 | 17 174 | 21 546 | 20 165 |

| 1850   | 1860   | 1870   | 1880   | 1890   | 1900   |
| ------ | ------ | ------ | ------ | ------ | ------ |
| 21 404 | 22 111 | 19 888 | 27 765 | 28 599 | 29 425 |

| 1910   | 1920   | 1930   | 1940   | 1950   | 1960   |
| ------ | ------ | ------ | ------ | ------ | ------ |
| 29 442 | 27 159 | 23 287 | 24 187 | 21 780 | 20 713 |

| 1970   | 1980   | 1990   | 2000   | 2010   | - |
| ------ | ------ | ------ | ------ | ------ | - |
| 19 999 | 20 700 | 22 295 | 23 454 | 23 956 | - |